# Michael Siani
Michael Siani (Glenside, Pensilvania, 16 de julio de 1999) es un jugador profesional estadounidense de béisbol que se desempeña en la posición de jardinero izquierdo en St. Louis Cardinals, equipo de las Grandes Ligas de Béisbol (MLB).

## Carrera
Fue seleccionado en la cuarta ronda en el Draft de la MLB de 2018. En 2022 hizo su debut profesional con el equipo Cincinnati Reds, en el cual jugó dos temporadas (2022-2023), después pasó a St. Louis Cardinals, donde lleva jugando dos temporadas.